# Sobḩānī
Sobḩānī (persiska: سبحانی, Sobḩānīyeh) är en ort i Iran.   Den ligger i provinsen Khuzestan, i den västra delen av landet, 500 km sydväst om huvudstaden Teheran. Sobḩānī ligger 16 meter över havet och antalet invånare är 929.
Terrängen runt Sobḩānī är mycket platt. Runt Sobḩānī är det ganska glesbefolkat, med 38 invånare per kvadratkilometer. Närmaste större samhälle är Sūsangerd, 2,2 km väster om Sobḩānī. Omgivningarna runt Sobḩānī är i huvudsak ett öppet busklandskap.